# USS Argonaut (SM–1)
A USS Argonaut egy amerikai tengeralattjáró volt a csendes-óceáni hadszíntéren a második világháborúban. Az Argonaut volt az első amerikai búvárhajó, amely harcérintkezésbe került a japánokkal. Tart egy negatív rekordot is: soha annyi tengerész nem halt meg a világháborúban tengeralattjáró elsüllyedésekor, mint az Argonaut pusztulásakor.

## Építése

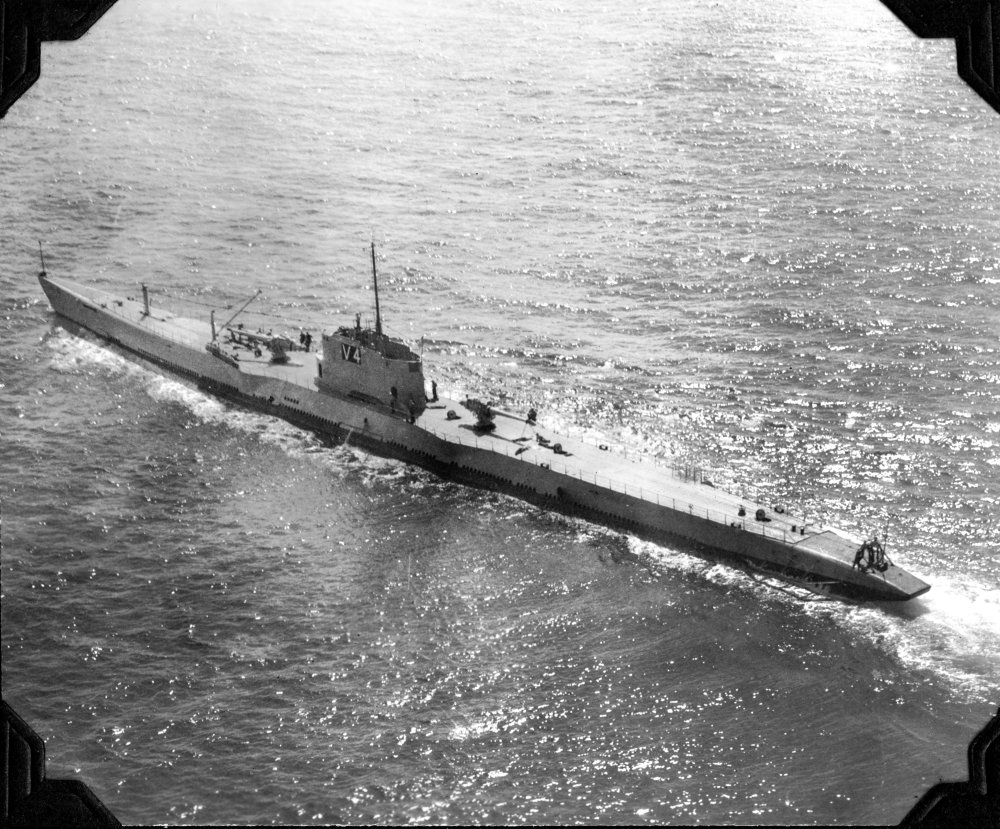
Légifelvétel a tengeralattjáróról

Az Argonaut-osztály egyetlen tagjának építése 1925. május 1-jén kezdődött a portsmouthi haditengerészeti gyárban. A hajót 1927. november 10-én bocsátották vízre, majd 1928. április 2-án vették fel hivatalosan az amerikai haditengerészet kötelékébe. A 2700 tonnás, az egyik legnagyobb valaha épített nem nukleáris tengeralattjáró először a V–4 nevet kapta, azonosítója SM–1 volt, amely arra utalt, hogy aknatelepítő.
Rövid ideig New England partjai közelében hajózott, majd Kaliforniába helyezték át, és az Egyesült Államok nyugati partjai és Hawaii környékén járőrözött. 1933. február 19-én kapta meg az Argonaut nevet, majd szállítótengeralattjáróvá minősítették át, így új azonosítót (APS–1) kapott 1942. szeptember 22-én.
Súlya 2710 tonna, merüléskori vízkiszorítása 4164, hossza 116 méter volt. A felszínen 15 csomóval, a víz alatt 8 csomóval haladt. Háromszáz méter mélyre tudott merülni, fedélzetén nyolc tiszt és nyolcvan matróz szolgált. Fegyverzete négy torpedóvető cső és 16 533 milliméteres torpedó, két aknatelepítő cső, valamint két 153 milliméteres fedélzeti löveg volt. Ikerpropellereit két MAN-motor, vagy két Ridgeway elektromotor hajtotta. Miután a haditengerészet úgy döntött, hogy az Argonaut szállítóhajó lesz, kiszerelték az aknatelepítő csöveket, és az aknák raktárhelyiségeit más célokra alakították át.
Az Argonauot és a két másik óriástengeralattjárót, a Nautilust és a Narwhalt azért alakították át szállítóhajónak, mert nagy mennyiségű felszerelés vagy nagyjából száz katona fért beléjük a legénységen kívül, ráadásul az aknák telepítésére speciális búvárhajók épültek.

## Háborús szolgálatban
Az Argonaut rutin járőrúton volt Midway közelében 1941. december 7-én, amikor a japánok váratlanul megtámadták Pearl Harbort. Amikor két japán romboló – az Akebono és az Usió – megtámadta a szigetet, az Argonaut volt az első amerikai tengeralattjáró, amely megkísérelte megtámadni a japánokat. Az akció nem sikerült, mert a hajókról észrevették.
Az Argonaut a Nautilus társaságában 1942. augusztus 8-án kihajózott Pearl Harborból, és tengerészgyalogosokat vittek a Makin-szigetre, amelyet a katonák augusztus 17-én megrohantak. Az Argonaut 121 tengerészgyalogost vitt fedélzetén. A tengeralattjárók augusztus 10-én éjszaka felvették a tengerészgyalogosokat, és visszahajóztak Pearl Harborba. Szeptemberben az ausztráliai Brisbane-t jelölték ki állomáshelyének.
1943. január 2-án, harmadik járőrútján, az Argonaut elsüllyesztette az Ebon Maru (198 GRT) japán őrhajót a Bismarck-tengeren, északnyugatra Új-Britannia partjaitól.

## Elsüllyesztése
1943. január 10-én az Argonaut megtámadott egy öthajós japán konvojt Új-Britanniától délkeletre. A teherhajókat három romboló – Maikaze, Iszokaze, Hamakaze – kísérte. A tengeralattjáróról kilőtt torpedó eltalálta és megrongálta az egyik kísérőhajót. A Hamakaze és az Iszokaze kivált, és megtámadta a búvárhajót. A mélységi bombák annyira megrongálták, hogy kénytelen volt a felszínre emelkedni, ahol az oldalára dőlt. A rombolók közelebb úsztak, és fedélzeti fegyvereikkel tüzet nyitottak a magatehetetlen tengeralattjáróra. Az Argonaut 102 emberrel merült hullámsírba. Ennyi, tengeralattjárón szolgáló tengerész egyetlen más összecsapásban sem halt meg a háború alatt.

## Kapitányok
| Név                    | Kezdőnap        | Zárónap          |
| ---------------------- | --------------- | ---------------- |
| Ralph E. Hanson        | 1939            | 1940             |
| Stephen George Barchet | 1940            | 1942. június 22. |
| John Reeves Pierce     | 1942 június 22. | 1943. január 10. |

## Külső linkek
- Fotók az Argonautról